# Kosztowa
Kosztowa – wieś w Polsce, położona w województwie podkarpackim, w powiecie przemyskim, w gminie Dubiecko.
| SIMC    | Nazwa       | Rodzaj    |
| ------- | ----------- | --------- |
| 0600600 | Buraczkówka | część wsi |
| 0600616 | Czerna      | część wsi |
| 0600622 | Głębokie    | część wsi |
| 0600639 | Łazy        | część wsi |
| 0600645 | Obszar      | część wsi |
| 0600651 | Parcelacja  | część wsi |
| 0600668 | Pogorzały   | część wsi |
| 0600674 | Potok       | część wsi |
| 0600680 | Stawiska    | część wsi |
| 0600697 | Witryłów    | część wsi |
| 0600705 | Witryłówka  | część wsi |

W latach 1975–1998 miejscowość administracyjnie należała do województwa przemyskiego.
Kosztowa wzmiankowana była w 1433 jako własność Mikołaja Kmity. W 1552 składała się z 8 gospodarstw. W połowie XIX wieku właścicielem posiadłości tabularnej w Kosztowej był Franciszek Skrzyński. W 1880 miejscowość odnotowano jako wieś nad Cygańskim Potokiem, należącą do parafii Bachórzec.
Od 14 listopada 2010 w Kosztowej znajdują się dwie tablice upamiętniające żołnierzy zamordowanych w tej okolicy w czasie II wojny światowej.